# Amba (Geomorphologie)

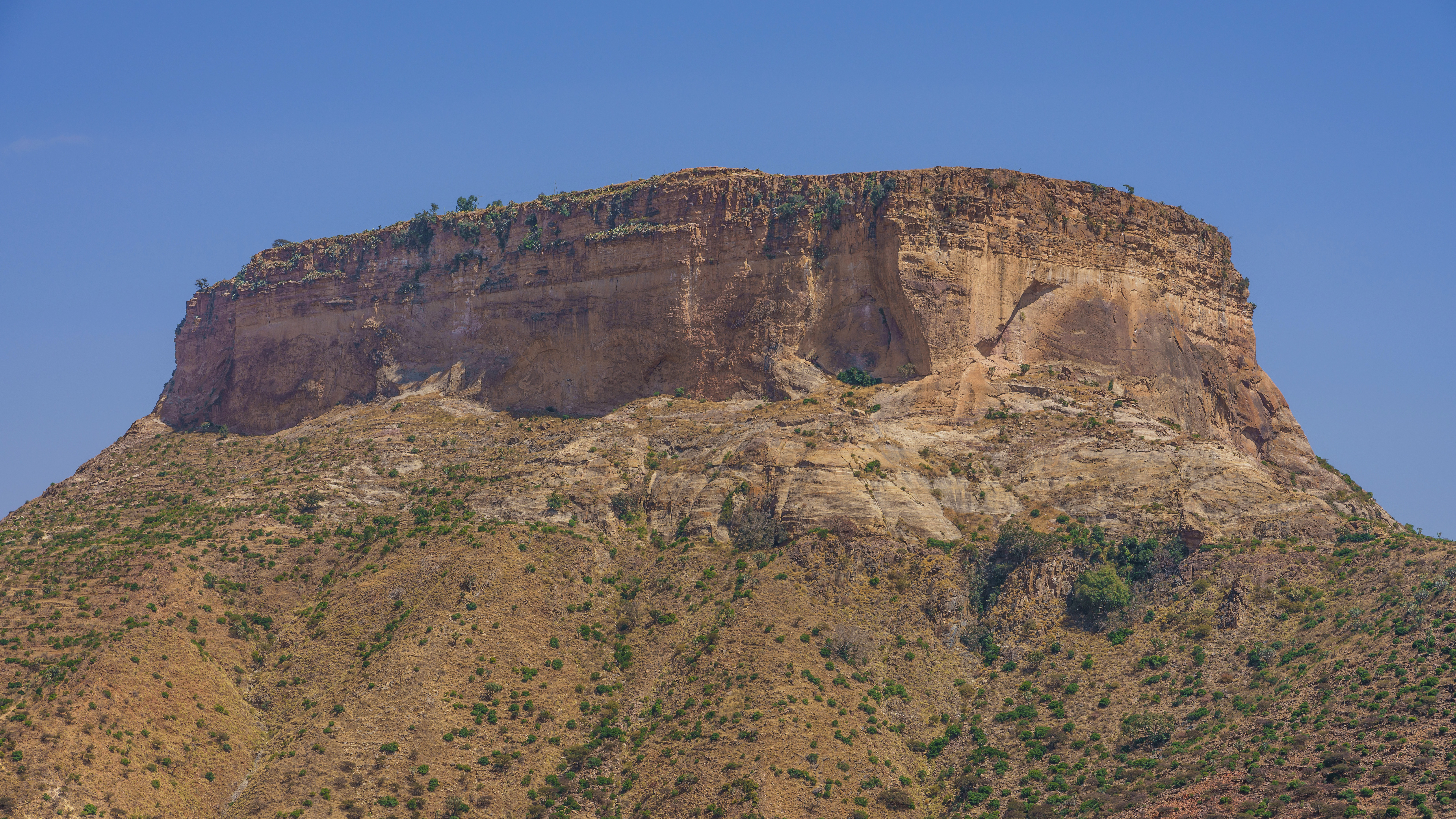
Amba bei Aksum, auf dem das Kloster Debre Damo liegt

Ein Amba (amharisch für „Bergfestung“) ist ein geomorphologisches Phänomen in Äthiopien und Eritrea. Man versteht darunter einen Tafelberg mit steilen Flanken, der wegen seiner Unzugänglichkeit häufig zu Siedlungs- und Festungszwecken benutzt wird. In Tigre werden diese Berge Emba genannt.
Unter anderem sind Schlachten des Abessinienkrieges von 1936 nach diesen Landmarken benannt worden, so etwa diejenigen von Amba Alagi und von Amba Aradam.

## Liste von Ambas
- Amba Geshen
- Wehni Amba
- Amba Alagi
- Amba Soira
- Amba Aradam
- Amba Mossino
- Amba Alaji